# 싱하이밍
싱하이밍(중국어: 邢海明, 한자음: 형해명, 1964년 11월~)은 중국의 고위관료로 제8대 주한 중국 대사를 역임하였다.

## 생애
조선민주주의인민공화국 소재 계응 상사리원 농대에 파견되어 한국어를 익혔으며, 1980년대에 대학을 졸업이후 중화인민공화국 외교부에 들어갔으며, 외교관으로 입부했다. 1988주북한 중국 대사관 참사관, 1992년 주북한 중국 대사관 3등 서기관, 2003년 주대한민국 중국 대사관 참사관, 2006년 주북한 중국 대사관 대사대리, 2008년 주대한민국 중국 대사관 공사참사관, 2010년 주대한민국 중국 부대사, 2015년 8월 주몽골 중국 대사, 2020년 1월 주한 중국 대사로 재임하였다.

## 약력
- 1986년: 중국 외교부 입부
- 1988년: 주북한 중국 대사관 참사관
- 1992년: 주북한 중국 대사관 3등 서기관
- 2003년: 주대한민국 중국 대사관 참사관
- 2006년: 주북한 중국 대사관 대사대리
- 2008년: 주대한민국 중국 대사관 공사참사관
- 2010년: 주대한민국 중국 부대사
- 2015년 8월~2019년 12월 21일: 주몽골 중국 대사
- 2020년 1월 ~: 주한 중국 대사